# 杨绘墓及祠堂
杨绘墓及祠堂，位于中国广东省揭阳市榕城区仙桥钱岗山、槎桥村，为揭阳市的一个市、县级文物保护单位，类型为古墓葬，公布时间为2005年。
杨绘墓及祠堂的历史年代为宋代。